# Mitry (Seine-et-Marne)
Pour les articles homonymes, voir Mitry.
Mitry est une ancienne commune française et un village du département de Seine-et-Marne, appartenant à la commune de Mitry-Mory.

## Toponymie
Le nom de la localité est mentionné sous les formes Villa Mintriaco en 861 ; Mintriacus au IXe siècle ; Mintriacum vers 982 ; Mintriacus vers 1093 ; W. de Mintreio en 1104 ; Mintri en 1171 ; Mintrium vers 1172 ; Minteri en 1190 ; Myntri en 1218 ; Mintry en 1227 ; Migtriacum en 1234 ; Matriacum en 1254 ; Mitriacum en 1258 ; Mitteriacum en 1260 ; Miteriacum en 1287 ; Mitteri en 1290 ; Mitri en 1291 ; Mitriacum en 1320 ; Mittry en 1336 ; Mittery en 1344 ; Mittry en France en 1450 ; Mictry en France en 1457 ; Mytry en France en 1522 ; Mitry en 1548 ; Mytry en France en 1564 ; Mitry en l'an IX.
Mitry peut provenir, soit de mitre (« petit tertre »), soit de medium triciti (au « milieu du froment »). 

## Histoire
Avant 1794, la petite commune éphémère de La Vilette-ès-Aulne est rattachée à Mitry. En 1839, la commune de Mitry fusionne avec Mory, pour former la nouvelle commune de Mitry-Mory.

## Démographie
| 1793  | 1800  | 1806  | 1821  | 1831  | 1836  |
| ----- | ----- | ----- | ----- | ----- | ----- |
| 1 352 | 1 235 | 1 374 | 1 309 | 1 383 | 1 341 |

Pour la démographie d'après 1839, voir l'article sur Mitry-Mory.